# Kloster Neustift (Freising)

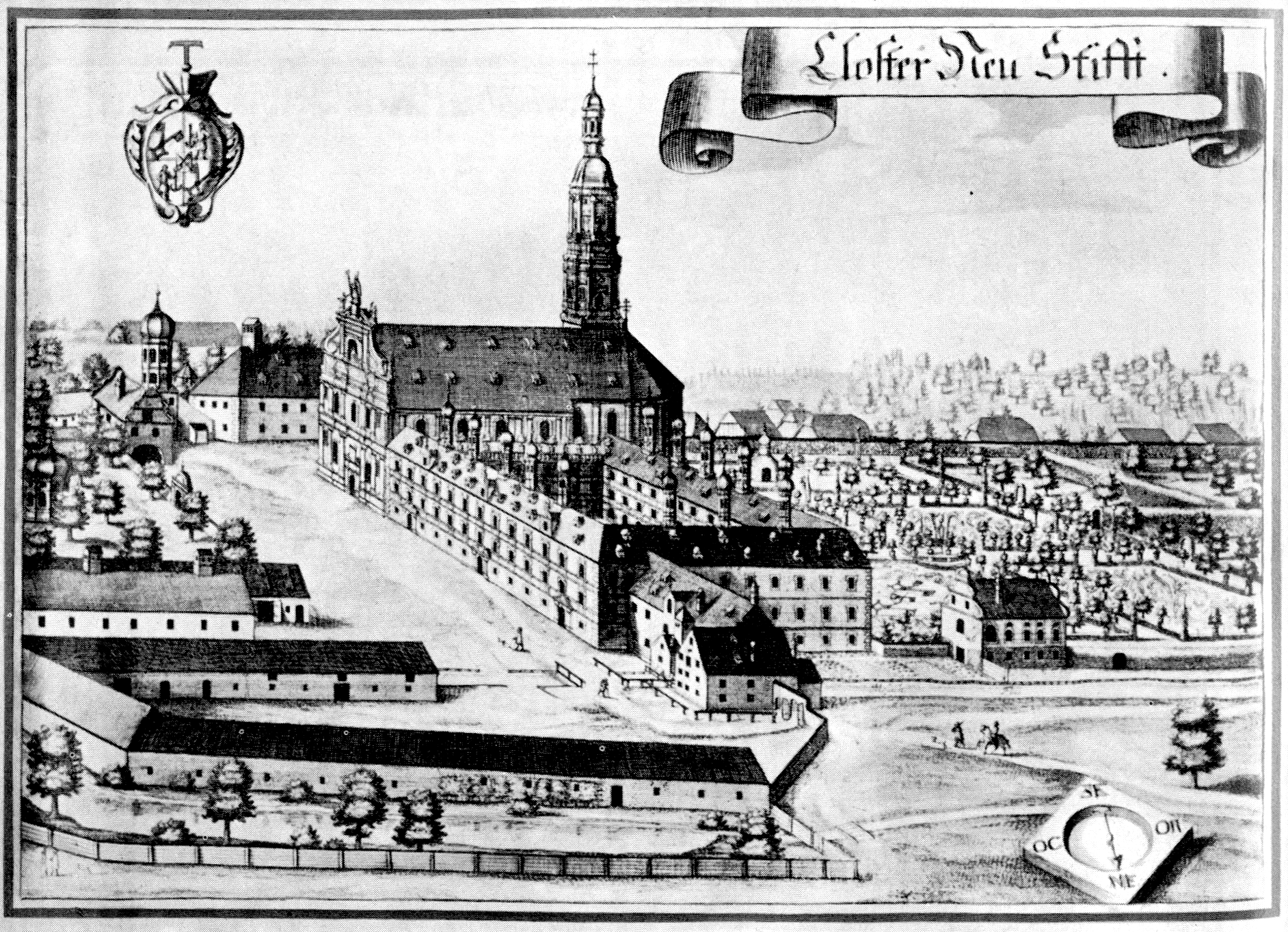
Alte Ansicht des Klosters

Das Kloster Neustift ist eine ehemalige Abtei der Prämonstratenser in Freising in Bayern in der Diözese Freising. Das Kloster liegt im gleichnamigen Stadtteil Neustift.

## Geschichte
Es wurde 1142 durch Bischof Otto I. von Freising mit Unterstützung der Markgrafen von Österreich gegründet. Zuerst Propstei, wurde das Kloster 1717 zur Abtei erhoben. Das Klostergebiet war eine Hofmark und besaß die Niedergerichtsbarkeit. Als Exklave – es war fast vollständig vom Gebiet des Hochstift Freising umschlossen – unterstand es herrschaftlich nicht dem Freisinger Fürstbischof, sondern gehörte zum Herzogtum-/Kurfürstentum Bayern.
Das Kloster wurde 1803 im Zuge der Säkularisation aufgelöst, nachdem der letzte Abt Kastulus Wohlmuth im August 1802 gestorben war und kein neuer mehr gewählt werden durfte. Die Gebäude dienten von 1803 bis 1905 als Kaserne. 1906 bis 1971 war darin eine Tuchfabrik sowie Wohnungen und Büroräume untergebracht. 
Seit 1987 ist es Sitz des Landratsamts Freising. Der dreistöckige Gebäudekomplex befindet sich südlich der Kirche, Ende des 17. Jh. errichtet. Südöstlich davon die freistehende ehemalige Klosterbibliothek (mit erhaltener Kassettendecke von 1623), östlich des Klostergebäudes befindet sich der „Klostergarten“ (Parkanlage). Der ehemalige Festsaal des Klosters ist heute Sitzungssaal des Kreistags. Westlich des Klosters die ehemaligen Ökonomiegebäude, jetzt Teil des Landratsamts.

## Kirche
Die Klosterkirche wurde nach 1803 Filialkirche von St. Georg in Freising, seit 1892 ist sie eine eigene Pfarrkirche St. Peter und Paul. Sie ist eine der schönsten Rokokokirchen Bayerns und wurde von dem italienischen Baumeister Giovanni Antonio Viscardi um 1700 entworfen, nach einem Brand 1751 wurde sie erneuert. Deckengemälde 1756 geschaffen von Johann Baptist Zimmermann, die Figuren von Ignaz Günther, Stuck von Franz Xaver Feichtmayr d. J. Die Kirche wurde nach einer umfangreichen Sanierung seit 2009 am 3. Juli 2016 wieder eröffnet.
Der 65 Meter hohe Kirchturm gehört mit den Türmen des Mariendoms, dem Barockturm von St. Georg und den Wassertürmen der Staatsbrauerei Weihenstephan zu den Wahrzeichen der Universitätsstadt Freising.

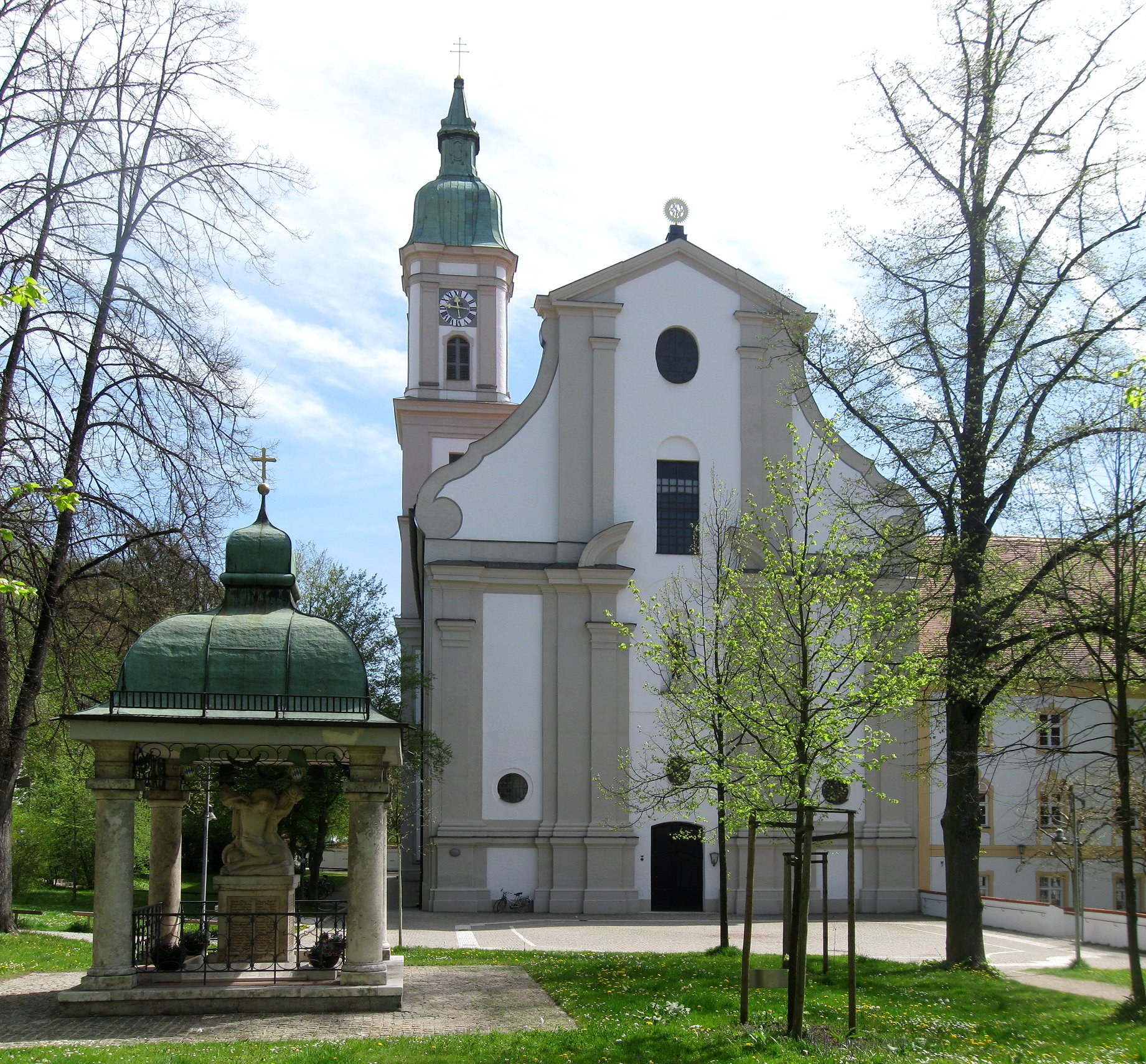
Sankt Peter und Paul (im Vordergrund das Kriegerdenkmal)
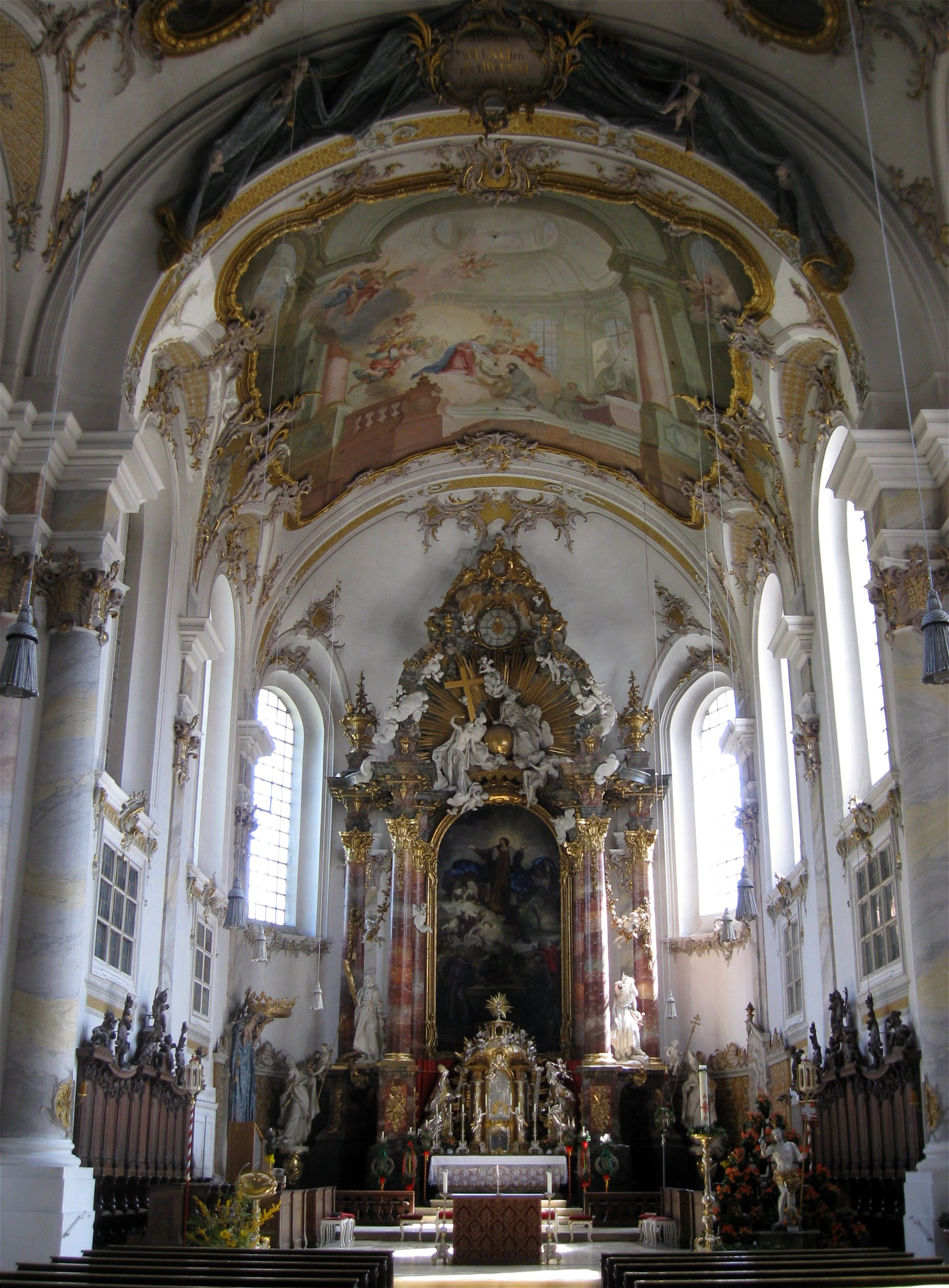
Der Innenraum der Kirche
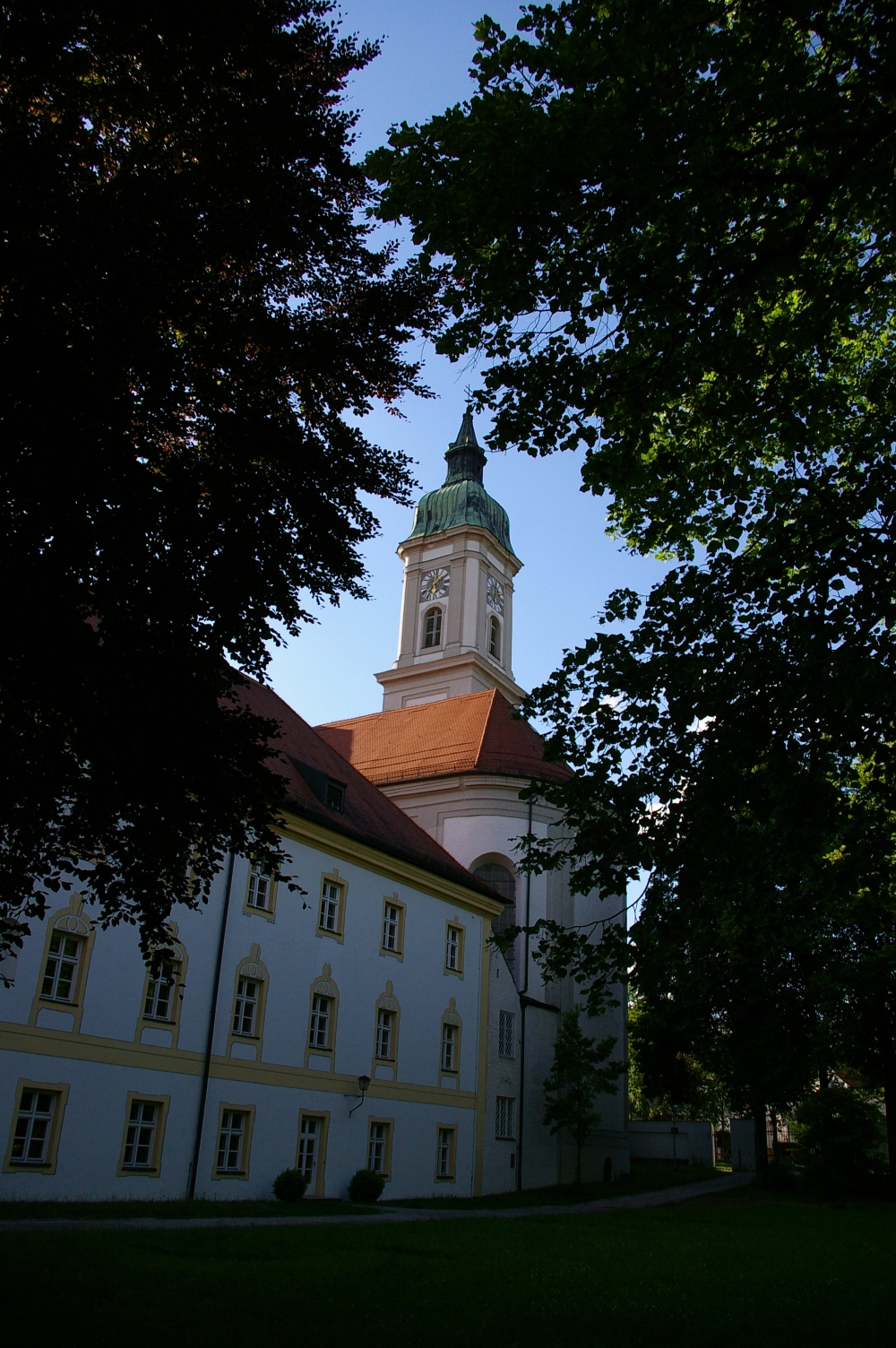
Kloster Neustift und Sankt Peter und Paul vom Klostergarten aus
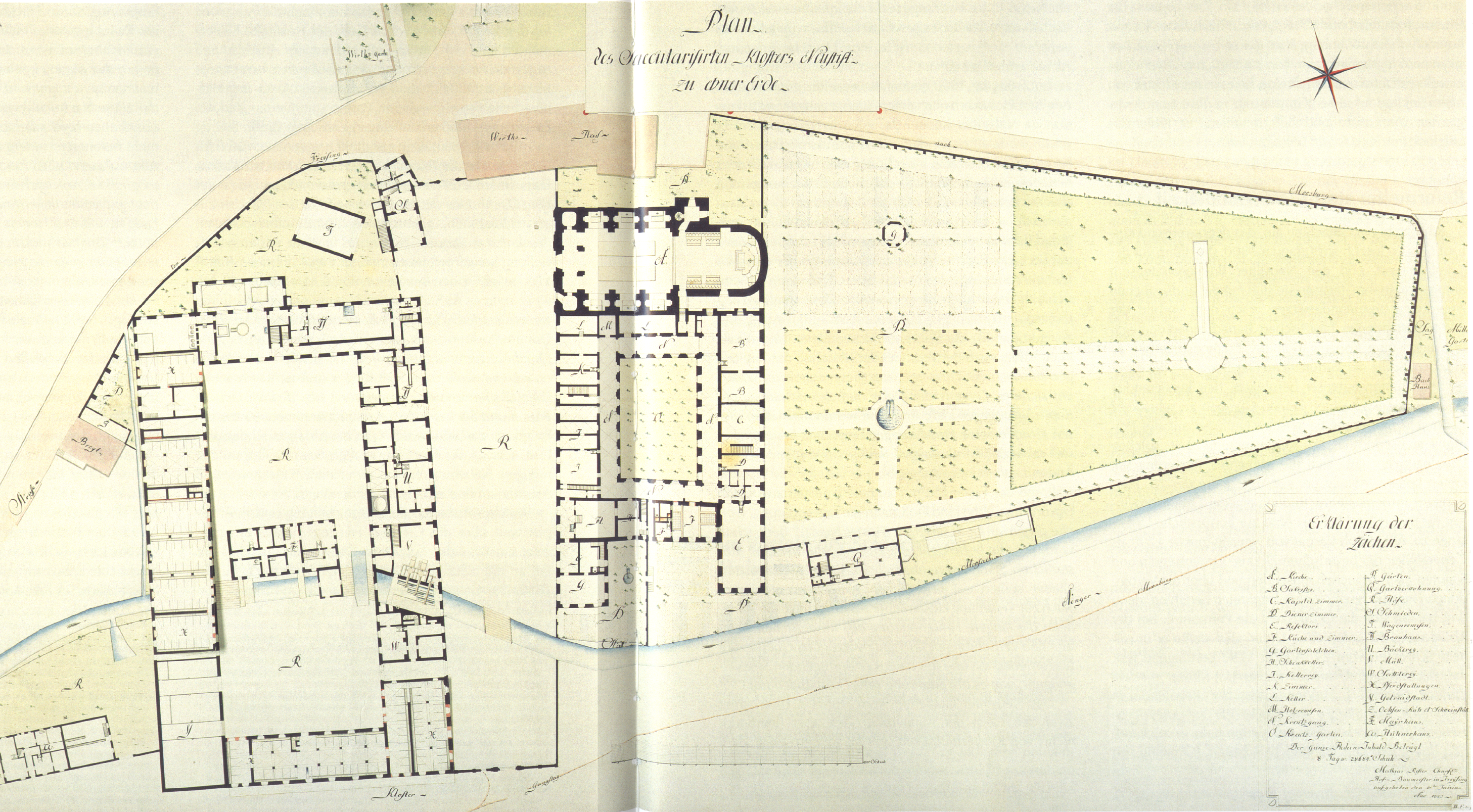
Plan der Klosteranlage kurz nach der Säkularisation

## Reihe der Pröpste und Äbte
Quelle
Pröpste
- Hermann, 1141, 1163
- Conrad I., um 1165
- Engelschalk, 1181, 1184
- Heinrich I., 1203
- Meinhard
- Albert I.
- Gumpold
- Gozwin, 1228
- Ulrich I., 1235
- Conrad II., 1258, 1263
- Ulrich II., 1276, 1296
- Grimold, 1296, 1297
- Arnold, 1300, 1312
- Ludwig
- Heinrich II. von Sterzing, 1319, 1320
- Conrad III., 1324
- Hermann II., 1326, 1334
- Conrad IV., 1336
- Heinrich III.
- Hermann III., 1346
- Heinrich IV.
- Friedrich von Leibniz, 1358
- Matthäus I.
- Albert II.
- Gundekar
- Stephan I. Protzenest
- Ulrich III. Weiss (Albinus), 1424
- Ulrich IV. Holmas, 1434
- Johann I. Schmidhofer, 1447, † 1474
- Conrad V. Aiglshaimer, 1474–1495
- Johann II. Büchsenmeister, 1495, 1512
- Conrad VI. Attinger, † 1514
- Stephan II. Thaimer, 1519, 1549
- Peter I. Phar, 1562, † 1562
- Matthäus II. Schwaiger, 1562–1579
- Peter II. Paul Doler, 1579–1593
- Jakob I. Küttl, 1593–1595
- Peter III. Schlaich, 1595–1605
- Johann III. Dollinger, 1605–1617
- Johann IV. Textor (Weber), 1617–1648
- Paul Foith, 1648–1656
- Philipp, 1656–1659

Administrator: Chrysostomos Faber, 1660–1661
- Marian Galgamayr, 1661–1663 Administrator, 1663–1675 Propst
- Albert III. Pockmayer, 1675–1686
- Bernhard Neumayr, 1686–1691
- Matthias Widmann, 1692–1721 (ab 1717 Abt)

Äbte
- Matthias Widmann, 1717–1721; erhielt die Pontifikalien
- Jakob II. Lakopius Grueber, 1721–1740
- Ascanius Hainbogen, 1710–1775
- Joseph Gaspar, 1775–1794
- Kastulus Wohlmuth, 1794–1802